# Eduard Castellet i Díaz de Cossío
Eduard Castellet i Díaz de Cossío (Barcelona, 28 de març de 1930 - 19 d'agost de 2017) fou un empresari editor i escriptor català, germà del també editor Josep Maria Castellet i Díaz de Cossío.

## Biografia
Deixà als estudis als 14 anys (1944) per a començar a treballar en la fàbrica de corbates propietat de la família, de la que en serà gerent de 1947 a 1995. Del 1969 al 1992 també va ser president del Club de la Corbata. i vicepresident de la Federació Internacional de les Indústries de la Corbata (FIIC).
Pel que fa al món editorial, durant els anys 1960 va fundar la revista Promos i va ser un dels fundadors de la Fundació Llorenç Artigas. De 1989 a 2009 va ser president de la Fundació Joan Miró, càrrec que deixà el 2009 per a ocupar el de president emèrit. Durant el seu mandat l'edifici de Montjuïc va fer una segona ampliació i va rebre la col·lecció mironiana de Kazumasa Katsuta. També fou membre de la Fundació Phonos de música electroacústica i de l'Associació d'Escriptors en Llengua Catalana (AELC). El 2012 fou guardonat amb la Creu de Sant Jordi.

## Obres
- Norbury (1987)
- L'edat breu (1989)
- Passeig enrere (2000)